# Spaans Open 2014
Het Spaans Open (Open de España) is een golftoernooi van de Europese PGA Tour. In 2014 werd het van 15-18 mei gespeeld op de golfbaan van de PGA Catalunya Resort in Girona. Titelverdediger was Raphaël Jacquelin. Het prijzengeld is € 1.500.000 waarvan de winnaar € 250.000 krijgt. De par van de baan is 72.

## Verslag

### Ronde 1
Thomas Pieters en Robert-Jan Derksen zijn met een goede ronde begonnen en delen met Sergio García en zes andere spelers de tweede plaats achter Eddie Pepperell. Derksen maakte een hole-in-one op hole 5, de langste par-3 van de baan.

### Ronde 2
Na de ochtendspelers stond Pepperell aan de leiding samen met Joost Luiten, maar Derksen, Huizing en Pieters moesten nog aan hun 2de ronde beginnen. 's Middags werden Luiten en Pepperell van hun eerste plaats verdreven door Thomas Pieters. De beste dagronde was van Francesco Molinari en Alvaro Quiros.

### Ronde 3
De 50-jarige Jiménez speelt sinds begin 2014 op de Amerikaanse Champions Tour, waar hij meteen tijdens het Greater Gwinnett Championship een baanrecord vestigde. In 2014 werd hij 4de op de Masters. Richie Ramsay deelt de 3de plaats met Richard Green en Chris Wood.

### Ronde 4
Thomas Pieters en Richard Green kwamen in de play-off met Jiménez, die op de eerste extra hole een par maakte en het toernooi voor het eerst won. Het was zijn 27ste deelname. Voor de derde keer vestigde Jiménez het record van oudste winnaar op de Tour. Hij was deze zondag 50 jaar en 133 dagen oud.

Joost Luiten werd 4de en Daan Huizing steeg naar de 12de plaats.
- Scores

| Naam                 | R2D | OWGR | Score R1 | Score R1 | Nr  | Score R2 | Score R2 | Totaal | Nr  | Score R3 | Score R3 | Totaal | Nr  | Score R4 | Score R4 | Totaal | Nr  |
| -------------------- | --- | ---- | -------- | -------- | --- | -------- | -------- | ------ | --- | -------- | -------- | ------ | --- | -------- | -------- | ------ | --- |
| Miguel Ángel Jiménez | 8   | 34   | 69       | -3       | T2  | 73       | +1       | -2     | T8  | 69       | -3       | -5     | 2   | 73       | +1       | -4     | 1   |
| Thomas Pieters       | 134 | 690  | 69       | -3       | T2  | 69       | -3       | -6     | 1   | 71       | -1       | -7     | 1   | 75       | +3       | -4     | T2  |
| Joost Luiten         | 15  | 43   | 70       | -2       | T11 | 69       | -3       | -5     | T2  | 74       | +2       | -3     | T6  | 72       | par      | -3     | 4   |
| Richie Ramsay        | 101 | 154  | 69       | -3       | T2  | 72       | par      | -3     | T5  | 71       | -1       | -4     | T3  | 74       | +2       | -2     | T5  |
| Richard Bland        | 73  | 334  | 73       | +1       | T49 | 68       | -4       | -3     | T5  | 72       | par      | -3     | T6  | 75       | +3       | par    | T12 |
| Daan Huizing         | 162 | 231  | 71       | -1       | T18 | 76       | +4       | +3     | T46 | 71       | -1       | +2     | T33 | 70       | -2       | par    | T12 |
| Ross Fisher          | 25  | 81   | 70       | -2       | T11 | 76       | +4       | +2     | T35 | 67       | -5       | -3     | T6  | 76       | +4       | +1     | T16 |
| Eddie Pepperell      | 172 | 386  | 68       | -4       | 1   | 71       | -1       | -5     | T2  | 79       | +7       | +2     | T33 | 72       | par      | +2     | T24 |
| Francesco Molinari   | 30  | 42   | 73       | +1       | T49 | 67       | -5       | -4     | 4   | 75       | +3       | -1     | T12 | 75       | +3       | +2     | T24 |
| Robert-Jan Derksen   | 79  | 229  | 69       | -3       | T2  | 74       | +2       | -1     | T10 | 72       | par      | -1     | T12 | 77       | +5       | +4     | T38 |
| Alvaro Quiros        | 40  | 171  | 74       | +2       | T49 | 67       | -5       | -3     | T5  | 76       | +4       | +1     | T26 | 80       | +8       | +9     | 65  |
| Nicolas Colsaerts    | 65  | 108  | 75       | +3       | T94 | 74       | +2       | +5     | MC  |          |          |        |     |          |          |        |     |

| Leider |  | Toernooirecord |  | MC = missed cut = cut gemist |  | R2D |  | OWGR |

## Spelers
| - Felipe Aguilar - Thomas Aiken (2011) - Connor Arendell - Matthew Baldwin - Seve Benson - Gaganjeet Bhullar - Lucas Bjerregaard - Thomas Bjørn (1998) - Richard Bland - Grégory Bourdy - Kristoffer Broberg - Daniel Brooks - Rafa Cabrera Bello - François Calmels - Jorge Campillo - Alejandro Cañizares - Johan Carlsson - Magnus A. Carlsson - George Coetzee - Nicolas Colsaerts - Marco Crespi - Jens Dantorp - Carlos Del Moral - Robert-Jan Derksen - Chris Doak - Jack Doherty - David Drysdale - Edouard Dubois - Simon Dyson - Johan Edfors - Nacho Elvira - Gonzalo Fernández-Castaño | - Darren Fichardt - Ross Fisher - Tommy Fleetwood - Mark Foster - Sergio García (2002) - Ricardo González - Branden Grace - Richard Green - Emiliano Grillo - John Hahn - Anders Hansen - JB Hansen - Søren Hansen - Tyrrell Hatton - Grégory Havret - James Heath - Michael Hoey - David Horsey - David Howell - Daan Huizing - Mikko Ilonen - Raphaël Jacquelin (2013) - Thongchai Jaidee - Scott Jamieson - Miguel Ángel Jiménez - Roope Kakko - Shiv Kapur - Robert Karlsson (2001) - Simon Khan - Maximilian Kieffer - James Kingston - Søren Kjeldsen | - Brooks Koepka - Jbe' Kruger - Pablo Larrazábal - Paul Lawrie - Craig Lee - Thomas Levet (2009) - Alexander Lévy - Tom Lewis - Wen-chong Liang - José-Filipe Lima - Shane Lowry - Joost Luiten - Mikael Lundberg - Morten Ørum Madsen - Matteo Manassero - Stuart Manley - Gareth Maybin - Paul McGinley - Damien McGrane - Jamie McLeary - Edoardo Molinari - Francesco Molinari (2012) - James Morrison - Garth Mulroy - Matthew Nixon - Alex Norén - José María Olazábal - Thorbjørn Olesen - Wade Ormsby - Adrian Otaegui - Hennie Otto | - John Parry - Andrea Pavan - Eddie Pepperell - Julien Quesne - Alvaro Quiros (2010) - Richie Ramsay - Victor Riu - Eduardo de la Riva - Robert Rock - Adrien Saddier - Ricardo Santos - Kim Si-hwan - Jeev Milkha Singh - Lee Slattery - Gary Stal - Graeme Storm - Andy Sullivan - Simon Thornton - Mark Tullo - Peter Uihlein - Simon Wakefield - Sam Walker - Anthony Wall - Justin Walters - Paul Waring - Marc Warren - Romain Wattel - Steve Webster - Peter Whiteford - Bernd Wiesberger - Danny Willett - Chris Wood - Fabrizio Zanotti | Voormalige winnaars - Niclas Fasth (2006) - Kenneth Ferrie (2003) - Jarmo Sandelin (1999) Invitaties - Jacobo Pastor - Gonzalo Gancedo Onieva - Juan Fco Sarasti - Pablo Martín Benavides - Xavier Guzman - Pol Bech - Richard Finch - Tjaart van der Walt Nationale ranking - Carlos Pigem - Jordi García Pinto - Pedro Oriol - Alvaro Velasco - Agustin Domingo - Javi Colomo - Carlos Aguilar - José Manuel Lara Amateurs - Daniel Berna Manzanares - Renato Paratore WAGR 14 - Guido Migliozzi WAHR 106 |

1972 · 1973 · 1974 · 1975 · 1976 · 1977 · 1978 · 1979 · 1980 · 1981 · 1982 · 1983 · 1984 · 1985 · 1986 · 1987 · 1988 · 1989 · 1990 · 1991 · 1992 · 1993 · 1994 · 1995 · 1996 · 1997 · 1998 · 1999 · 2000 · 2001 · 2002 · 2003 · 2004 · 2005 · 2006 · 2007 · 2008 · 2009 · 2010 · 2011 · 2012 · 2013 · 2014
 South African Open Championship ·
 Alfred Dunhill Championship ·
 Nedbank Golf Challenge ·
 Hong Kong Open ·
 Nelson Mandela Championship ·
 Volvo Golf Champions ·
 Abu Dhabi Golf Championship ·
 Commercialbank Qatar Masters ·
 Dubai Desert Classic ·
 Joburg Open ·
 Africa Open ·
 WGC-Accenture Match Play Championship ·
 Tshwane Open ·
 WGC-Cadillac Championship ·
 Trophée Hassan II ·
 EurAsia Cup ·
 NH Collection Open ·
 The Masters ·
 Maybank Malaysian Open ·
 Volvo China Open ·
 The Championship at Laguna National ·
 Madeira Islands Open ·
 Open de España ·
 BMW PGA Championship ·
 Nordea Masters ·
 Lyoness Open ·
 US Open ·
 Iers Open ·
 BMW International Open ·
 Open de France ·
 Scottish Open ·
 The Open Championship ·
 M2M Russian Open ·
 WGC-Bridgestone Invitational ·
 US PGA Championship ·
 Made in Denmark ·
 D+D Real Czech Masters ·
 Italiaans Open ·
 European Masters ·
 KLM Open ·
 Wales Open ·
 Ryder Cup ·
 Alfred Dunhill Links Championship ·
 Portugal Masters ·
 Volvo World Match Play Championship ·
 Perth International ·
 BMW Masters ·
 WGC-HSBC Champions ·
 Turks Open ·
 Dubai World Championship